# Prinsessan Nazli Fazl
Zainab Nazli Khanum Effendi, född 1853 i Istanbul i Osmanska riket, död 12 december 1913 i Kairo, var en egyptisk prinsessa som tillhörde dynastin Muhammed Ali.
Prinsessan Nazli Fazli var det äldsta barnet till Mustafa Fazil Pascha och syster till Ismail Fazil Pascha. I december 1872 gifte hon sig med den turkiske ambassadören i Paris Halil Serif Pascha.